# Role w zespole
Role zespołowe – według definicji dra Mereditha Belbina indywidualne tendencje do pewnych zachowań, sposobów współpracy oraz budowania relacji z innymi.
Lista ról zespołowych, które można wnieść do pracy (według teorii ról zespołowych dra Mereditha Belbina)
1. Kreator
2. Poszukiwacz Źródeł
3. Koordynator
4. Lokomotywa
5. Ewaluator
6. Dusza Zespołu
7. Implementer
8. Perfekcjonista
9. Specjalista

W dobrym zespole powinny przejawiać się wszystkie Role a jeden człowiek przeważnie posiada 2-3 preferowane Role Zespołowe, w tym jedną dominującą. W nowoczesnym zarządzaniu nie wystarczy zatrudnić fachowca z odpowiednim wykształceniem i umiejętnościami. Wybór pracownika powinien brać pod uwagę zespół cech kandydata pod kątem jego przydatności do funkcjonującego zespołu. Twórcą tzw. teorii ról (ang. team role theory)  jest Meredith Belbin. Badania przeprowadzone w brytyjskich firmach przez M. Belbin wykazały, że poziom wykonania zadania jest wprost proporcjonalny do poziomu wiedzy merytorycznej tylko do pewnego momentu, stały wzrost zapewnia właściwy dobór również osobowości.

## Kreator
Jest z trzech ról intelektualnych.
- Wkład w zespół: Kreatywny i obdarzony wyobraźnią. Kreuje idee i myśli poza schematami.
- Dopuszczalne słabości: Może ignorować sprawy poboczne. Może być zbyt zajęty swoimi myślami, aby skutecznie się komunikować.

## Poszukiwacz Źródeł
Jest z trzech ról socjalnych.
- Wkład w zespół: Otwarty i entuzjastyczny. Bada możliwości i rozwija sieć kontaktów.
- Dopuszczalne słabości: Nadmiernie optymistyczny. Szybko traci zainteresowanie, gdy minie pierwszy entuzjazm.

## Koordynator
Jedna z trzech ról socjalnych.
- Wkład w zespół: Dojrzały i pewny siebie. Dostrzega talenty i klaryfikuje cele. Efektywnie deleguje.
- Dopuszczalne słabości: Może być postrzegany jako manipulator. Może delegować również swoją pracę.

## Lokomotywa
Jedna z trzech ról zadaniowych.
- Wkład w zespół: Stawia wyzwania i dobrze funkcjonuje pod presją. Ma siłę sprawczą i odwagę do przezwyciężania przeszkód.
- Dopuszczalne słabości: Ma skłonności do prowokacji i może urażać uczucia innych.

## Ewaluator
Jedna z trzech ról intelektualnych.
- Wkład w zespół: Poważny, strategiczny i wnikliwy. Widzi wiele opcji i celnie osądza
- Dopuszczalne słabości: Może być nadmiernie krytyczny.

## Dusza Zespołu
Jedna z trzech ról socjalnych.
- Wkład w zespół: Dobrze współpracuje. Słucha, buduje relacje i łagodzi tarcia.
- Dopuszczalne słabości: Niezdecydowana w kryzysowych sytuacjach. Unika konfliktów.

## Implementer
Jedna z trzech ról zadaniowych.
- Wkład w zespół: Praktyczny, niezawodny, efektywny. Umiejętnie organizuje pracę, którą należy wykonać
- Dopuszczalne słabości: Może być nieelastyczny. Powolny w odpowiedzi na nowe możliwości.

## Perfekcjonista
Jedna z trzech ról zadaniowych.
- Wkład w zespół: Pracowity i sumienny. Wyszukuje błędy, poprawia je i udoskonala proces.
- Dopuszczalne słabości: Ma tendencje do nadmiernego zamartwiania się. Niechętnie deleguje.

## Specjalista
Jedna z trzech ról intelektualnych
- Wkład w zespół: Ukierunkowany i samo-motywujący się. Dostarcza unikalną wiedzę i umiejętności.
- Dopuszczalne słabości: Wnosi wkład w wąskiej dziedzinie. Rozwodzi się nad specjalistycznymi problemami.